# Gandria

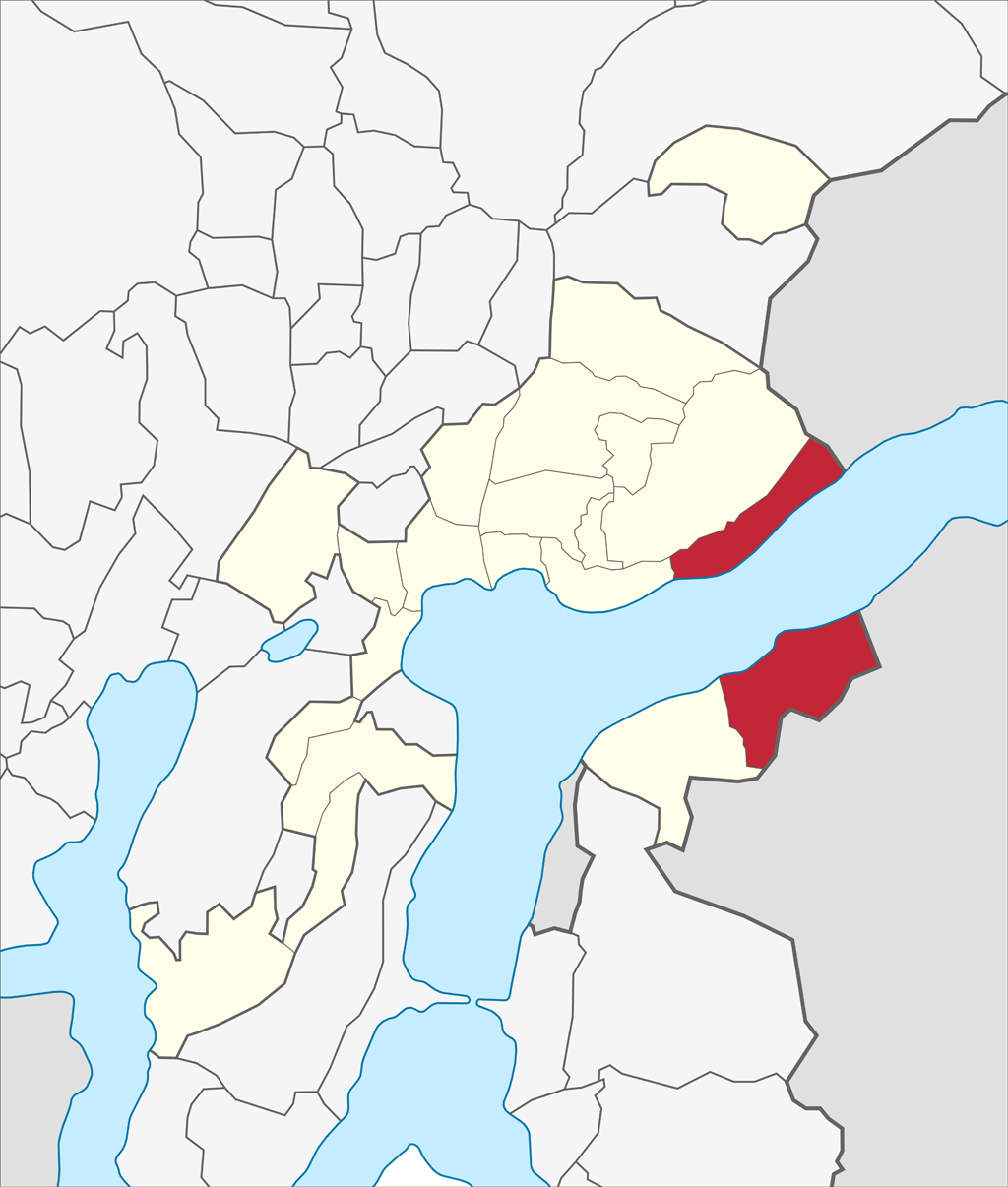
Gandria

Gandria je malá pitoreskní vesnice na pobřeží Luganského jezera ve Švýcarsku. S téměř 200 obyvateli je od roku 2004 městskou částí Lugana. Leží na úpatí hory Monte Brè (925 m). Její svahy jsou pokryty domky až ke břehům jezera.
Do Gandrie jezdí z ostatních měst na pobřeží jezera pravidelné lodní linky, dostat se sem a do okolních vesnic je také možno pěšky po veřejné stezce vytesané do skály v roce 1936. Stezka (oficiálně zvaná olivová) mezi obcemi Gandria a Castagnola vede podél plantáží olivovníků a nabízí krásné výhledy na Luganské jezero.